# Max von Kawaczynski
Max von Kawaczynski (* 5. November 1860 in Eisenach; † 30. Oktober 1912 in Berlin) war ein deutscher Medailleur, der in Berlin als Künstler wirkte.

## Leben und Wirken
Er wuchs als ältester Sohn in einem Beamtenhaushalt im oberfränkischen Oeslau bei Coburg mit zwei Geschwistern auf, wobei die Familie auf den Adelstitel vorübergehend verzichtete, wie auch ihr berühmter Coburger Verwandter Friedrich Wilhelm von Kawaczynski (1806–1876). Die Mutter von Max, Ida geborene Hayn, war Hausfrau. Der Vater, Friedrich (Fritz) von Kawaczynski, war zuletzt Bahnhofsinspektor in Oeslau und er wurde in seiner Kindheit am Coburger Hoftheater vom Regisseur Kawaczynski bei Kinderrollen gelegentlich eingesetzt. Der jüngere Bruder von Max, Bodo von Kawaczynski (* 22. August 1862 in Eisenach), wurde Kupferstecher bzw. Graveur und Kartograph im topographischen Bureau München.

### Besuch der Realschule „Ernestinum“ in Coburg
Nach der Volksschule besuchte Kawaczynski die Herzogliche Realschule (Ernestinum) zu Coburg. In den verschiedenen Schuljahren (hier: von Ostern bis Ostern) wurden Kurse in unterschiedlichen Fächern angeboten, die ihm für seinen angestrebten Beruf als Medailleur und Porträt-Bildhauer nützlich waren wie zum Beispiel Zeichnen, Geschichte, Erdkunde, Religion und Latein.
Im April 1876 verließ Kawaczynski mit dem Abschlusszeugnis der Quarta das „Ernestinum“, um einen künstlerischen Beruf zu erlernen. Im Bericht der Realschule zu Coburg über das abgelaufene Schuljahr 1875/76. erwähnte Realschul-Direktor Alexander Klautsch, Träger des Ernestinischen Hausordens, bei den Schulnachrichten, dass der aus der Anstalt ausgetretene Quartaner Max Kawaczynski „Graveur“ wird.

### Unternehmer in Barmen
Er übernahm die durch gegenseitige Übereinkunft Ende der 1880er Jahre aufgelöste Handelsgesellschaft Amandus Hupp & Co. in Barmen. Er führte das Unternehmen, welches Graveure und Formenstecher beschäftigte – mit Ausnahme der eingegangenen Zweigniederlassung in Elberfeld – unter dem Namen A. Hupp & Co. Nachf. Mit Wirkung vom 31. Januar 1888 wurde schließlich der „Graveur Max von Kawaczynski“ als „alleiniger Inhaber“, wohnhaft in Barmen, vom „Königlichen Amtsgericht I“ vermerkt.
Der spätere Brüsseler Medaillenstecher und Medailleur der Firma Wissaert & Co. in  Brüssel Carl Höhmann, gebürtig aus Barmen (* 15. Oktober 1871), erlernte das Zeichnen und Modellieren bei Max von Kawaczynski. Nach der Lehre besuchte Höhmann die Kunstgewerbeschule seiner Geburtsstadt und vervollkommnete sein künstlerisches Können im europäischen Ausland.

### Kaufmann in Hamburg
Bei seiner Eheschließung im Januar 1894 auf dem Standesamt II in Hamburg gab er als den von ihm ausgeübten Beruf „Kaufmann“ an und seinen vollständigen Namen mit dem Adelstitel: Max Henri Emil von Kawaczynski ebenso wie seine lutherische Konfession. Er heiratete Adelheid Luise Martha Steindorf (* 29. März 1859), die Tochter des Bankdirektors Moritz Steindorff und dessen Ehefrau Klara geborene Siebert. Mit seiner jungen Familie zog er nach Berlin-Charlottenburg, wo eine weitere Tochter – zur Erstgeborenen in Hamburg – Mitte 1896 geboren wurde.

### Anfänge als Künstler in Berlin
In Berlin profilierte sich Max von Kawaczynski als Künstler, indem er Medaillen, Plaketten und Münzen entwarf und die Endfertigung vielfach selbst ausführte. Anfangs übernahm er auch den Absatz seiner Werke und machte zudem durch Schenkungen auf seine Medaillenkunst aufmerksam.
Im Jahre 1899 schenkte er der Sammlung des Berliner Kunstgewerbemuseums eine von ihm hergestellte „Silbermedaille auf die silberne Hochzeit des Herzogs und die Herzogin von Sachsen-Coburg-Gotha“. Das Kunstwerk hielt dem Vergleich mit einer damaligen Reihe von französischen Medaillen stand.
Herzog Alfred stiftete die Erinnerungsmedaille am 23. Januar 1899 anlässlich seiner Silberhochzeit mit der russischen Großfürstin Marie, die durch ihre Heirat 1874 in St. Petersburg Herzogin von Sachsen-Coburg und Gotha geworden war. Herzog Alfred überreichte ein Exemplar dieser Medaille der britischen Königin Victoria als Geschenk.
Der Medailleur in Berlin erbat am 6. Februar 1899 das Prädikat „Herzoglich Sächsischer Hofmedailleur“ und erhielt es im selben Jahr verliehen. Im Folgejahr wurde Max von Kawaczynski im Berliner Adressbuch als Königlicher Hof-Medailleur des Herzogs von Sachsen Coburg Gotha, wohnhaft in der Sebastianstraße 33, aufgeführt.

### Medaillen und Münzen (Auswahl)
In der Medaillenkunst in Deutschland in Jahren von 1899 bis 1908 nahm Max von Kawaczynski eine beachtliche Stelle ein.
a) Zu seinen Porträt-Medaillen in Bronzeguss zählen:
- Arnold Ott, ein Schweizer Arzt und Dichter. Avers und auf der Rückseite eine Ritterszene mit der Umschrift: „Ich will so weise sein wie er und schweigen“ (Anfertigung 1901)[19]
- Richard Béringuier, ein Jurist in Berlin; gestaltetes Brustbild auf der Vorderseite und auf der Rückseite ein großes behelmtes Wappen.[20]
- Franz Weinitz, ein Kunsthistoriker und Mitglied des Vereins für die Geschichte Berlins, (Anfertigung anlässlich Weihnachten 1902 laut Inschrift Revers)[21]
- Georg Erwin Neumann, ein Oberst z. D. (* 1845)  mit einer Ansicht der Marienburg im Hintergrund und Revers mit der Umschrift in Großbuchstaben: „Bleibe fromm und halte dich recht!“ (Anfertigung 1903)[22]
- Heinrich Leopold Schoeler (1844–1918), ein außerordentlicher Medizin-Professor und Betreiber einer Augenklinik in Berlin anlässlich seines 60. Geburtstages (Anfertigung 1904).[23]

b) Zu seinen Medaillen in Silber zählen
- Jubiläum Leo XIII. P. P. MDCCCC mit Abbildung des Geehrten, signiert mit KAWACZYNSKI (avers). Revers: Bildnis von Christus mit Heiligenschein und der lateinischen Umschrift: Discite a me, quiamitis sum et humilis corde.[24][25]
- Wilhelm von Preußen (1882–1951) anlässlich seines 18. Geburtstages am 6. Mai 1900 eine talergroße Denkmünze, unterhalb am Brustbild des Kronprinzen brachte der Künstler in Abkürzung seinen Namen KAWACZ. Avers an.[26]
- Silberne Verdienstmedaille für Kunst und Wissenschaft in der Amtszeit von Herzog Carl Eduard von Sachsen-Coburg und Gotha (Prägung von der Firma Chr. Lauer in Nürnberg, 1905)
- Hochzeits-Erinnerungsmedaille mit Stempelschneider-Signatur, Verleihung durch Herzog Carl Eduard (Anfertigung 1905)

c) Stempelanfertigung für die Prägung von Gedenkmünzen
Einen Stempel fertigte Max von Kawaczynski für die Prägung von Gedenkmünzen mit dem Kopf des Herzogs Carl Eduard von Sachsen-Coburg und Gotha Avers. Die Münzen wurden in der Münzstätte A in Berlin 1905 mit den Wertangaben 20 und 10 Mark (in Gold) sowie 1907 als Fünf-Mark-Stück (in Silber) geprägt. Die Zwei-Mark-Stücke (Silber) trugen die Jahreszahlen 1905 (Auflage: 10 Tausend Stück) und 1911 (Auflage nur 100 Stück) sowie alle Münzen den Reichsadler (Modell 1889) auf der Rückseite.
d) Thematische Prägungen
Im Jahre 1896 wurde die Landwirtschaftskammer für Pommern auf der Grundlage eines preußischen Gesetzes vom 30. Juni 1894 ins Leben gerufen und zu ihrem ersten Vorsitzenden Graf Hans von Schwerin-Löwitz (1847–1918) gewählt. Die pommersche Landwirtschaftskammer stiftete eine Auszeichnung  Für langjährige treue Dienste und beauftragte Kawaczynski mit der Herstellung des Stempels. Nach der Vorlage des Berliner Medailleurs fertigte die 1860 gegründete Münzprägeanstalt L. Chr. Lauer in Nürnberg die Ehrenmedaille. Die thematisch gestaltete Vorderseite zeigt eine weibliche Gestalt – geschmückt durch einen Ährenkranz und ein langes Kleid – auf einem Treppenpodest stehend, mit einer Korngarbe, die einen Lorbeerzweig an zwei Bauern verteilt. Beide Männer tragen je ein landwirtschaftliches Gerät (Holzrechen und Dreschflegel) und sie werden von einem Rind sowie einer Bauersfrau mit zwei unter ihrer Obhut befindlichen Lämmern begleitet. Zusätzlich wurde die vom Medailleur verwendete Signatur MvK am Kopf des jüngeren Landmannes eingraviert und darüber die Weisheit gestellt: Segen ist der Mühe Preis und Gott mit uns. Die Rückseite (Revers) wurde mit dem preußischen und dem pommerschen Wappen sowie darüber die Krone vom Königreich Preußen verziert. Die Königskrone ist eingebettet von einem Spruchband mit dem Motto Suum Cuique. Zudem ist diese Seite mit der Stempelschneider-Kennzeichnung in lateinischer Abkürzung Inv. Fec. Max v. Kawaczynski Berlin versehen.
Er entwarf eine Prämien-Medaille für die Internationale Automobil-Ausstellung 1899.
Das Medaillenbild zeigt Avers ein zweirädriges Gefährt auf dessen Achse sich ein Tier, ähnlich einer Raubkatze, mit ihren Vorderpforten krallt. Das Maul ist weit aufgerissen und die oberen Reißzähne sind gefletscht. Eine weibliche Festalt hält im Hintergrund den Zweig eines Lorbeerbaums über ihren mit einem Siegerkranz geschmückten Kopf. Darüber befindet sich in Großbuchstaben die Schriftzeile MITTLEUROPAEISCHER MOTORWAGEN-VEREIN. Revers steht der dreizeilige Hinweis auf einem unterlegten Schriftband an einer verwurzelten Eiche: FÜR GUTE LEISTUNGEN. Rund um den Medaillenrand der Rückseite ist ebenfalls in Großbuchstaben festgehalten: „Internationale Motorwagen-Ausstellung Berlin 1899“.
Weiter stellte Kawaczynski den Stempel für eine tragbare klippenförmige Schützenmedaille zum 13. Thüringischen Bezirksschießen 1904 her. Avers wurde von ihm der Regent von Sachsen-Coburg-Gotha, Ernst von Hohenlohe-Langenburg, als Büste in Uniform abgebildet und Revers die Veste Coburg mit einer Landschaft sowie einem aufrecht stehenden Hasen und Jagdemblemen. Unterhalb der Öse ist das bekrönte Landeswappen abgebildet und auf der Rückseite das Stadtwappen von Coburg mit dem Kopf des heiligen Mauritius.
Auf das Ablassjahr 1900 fertigte er eine tragbare silberfarbene Medaille aus Zinn mit Henkel. Avers ist das Brustbild des nach links blickenden Papstes Leo XIII. (Joachim Pecci, geboren am 2. März 1810) abgebildet und revers das Bild des Heilandes mit der Umschrift: LERNET VON MIR. DENN ICH BIN SANFTMÜTHIG U. DEMÜTHIG VON Herzen *.
Für das am 16. Oktober 1900 gefeierte 600-jährige Jubiläum der Adelsfamilie von Zitzewitz entwarf und modellierte sowie schnitt Max von Kawaczynski eine so genannte Denkmünze. Sie wurde in einer zeitgenössischen Zeitschrift für Münz- und Medaillenkunde von ihrem Herausgeber ausführlich vorgestellt: „Nach den Intensionen des Künstlers zeigt der aus dem Portal tretende Ritter auf der Vorderseite, aus der Zeit um 1300, die charakteristischen Zitzewitz’schen Gesichtszüge, und führt auf Schild, Wams und Helm die Insignien des Familienwappens. Die Kirche im Hintergrunde heraldisch rechts soll ausdrücken, dass das Geschlecht hohe geistliche Würdenträger in seiner Ahnenreihe aufzuweisen hat, die Burg links charakterisiert die alte Sesshaftigkeit und weltliche Machtstellung hauptsächlich in früherer Zeit am herzogl. Pommerschen Hof.“ Und im Weiteren beschrieb der Autor die „Kehrseite“ der Gedenkmünze: (Sie) „zeigt an einem Eichbaum gefesselt die Schilde von Preußen und Pommern und auf einem davor durchgezogenen Spruchbande die Namen der Familiengüter derer von Zitzewitz.“ Der Durchmesser für diese Medaille wurde vom Verfasser und Numismatiker Heinrich Buchenau mit 38 Millimeter angegeben.

### Gast auf Schloss Grünholz
Im Herbst 1905 weilte von Kawaczynski einige Tage in Schleswig-Holstein als Gast des dortigen Herzogs auf Schloss Grünholz zusammen mit Carl Eduard Herzog von Sachsen-Coburg und Gotha, um Porträt-Studien für einen Staatsauftrag zu betreiben.

### Mitglied in Vereinen
Er trat Vereinen bei, die für sein Wirken, insbesondere durch die dort betriebene Wissensvermittlung und die berufliche und soziale Zusammensetzung der Mitgliedschaft, nützlich waren:
- 1899 wurde der Künstler nach Genehmigung des Berichts über die 596. Sitzung vom 21. März 1899 des „Vereins Deutscher Herold“ unter Leitung des Vorsitzenden Carl von Bardeleben als Mitglied registriert.[36]
- 1902, im Januar, wurde von Kawaczynski in den „Verein für die Geschichte Berlins“ aufgenommen und dabei mitgeteilt, dass „Max von Kawaczynski Hof-Medailleur Seiner Königlichen Hoheit des Herzogs von Sachsen-Coburg-Gotha“ sei und in der Sebastianstraße 33 im Südwesten Berlins wohnte.[37]
- 1902, im November, Eintritt in die Deutschen Orient-Gesellschaft zu Berlin[38]
- 1909 Aufnahme in den „Verein für historische Waffenkunde“ der heutigen Gesellschaft für Historische Waffen- und Kostümkunde.[39]

### Referent im Verein für die Geschichte Berlins
Im Versammlungszimmer des Vereins für die Geschichte Berlins im Deutschen Dom hielt der Künstler mehrmals Vorträge, vor allem über von ihm gefertigte Medaillen und stellte sie vor, z. B. eine über den Juristen und bedeutenden Philatelisten Carl Lindenberg (1850–1928).
Andere seiner Themen waren 1908 Die Berlinerinnen in der Literatur und Landkarten wie Straube’s Plan von Berlin in neuester Auflage.

## Familienwappen
Das Familienwappen der von Kawaczynski bestand aus einem quer geteilten Schild. Es war oben in den Farben Silber unten in Rot gehalten. Im unteren Feld befanden sich zwei nach außen gekehrte goldene Halbmonde. Auf dem Wappenschild wurde ein Johanniterkreuz angebracht.

## Auszeichnungen (Auswahl)
In der Ordensträgerdatenbank des thüringischen Staatsarchivs in Gotha für Max von Kawaczynski sind folgende Auszeichnungen dokumentiert:
- 1899 Medaille zur Erinnerung an die Silberhochzeit Herzog Alfreds von Sachsen-Coburg und Gotha 1899 (Oberhofmarschallamt Nr. 544).
- 1905 Herzog Carl-Eduard-Medaille am grün-weißen Band im Knopfloch zu tragen (Staatsmin. Dep. I Nr. 2511).
- 1907 Erinnerungszeichen des Fürstentums Schaumburg-Lippe (Staatsmin. Dep. I Nr. 2252).[43] Laut persönlicher Anzeige der Ordensverleihung verlieh Fürst Georg zu Schaumburg-Lippe „das zu höchstseiner silbernen Hochzeit am 16. April 1907 gestiftete Erinnerungszeichen …“.[44]
- 1910 Erinnerungszeichen für Verdienste um das Feuerlöschwesen[45] in Preußen (Staatsmin. Dep. I Nr. 2252).[46] Als Hersteller konnte die Prägefirma „Nürnberger Medaillenmünze“ nachgewiesen werden.[47] Das preußische Erinnerungszeichen wurde 1909 in Bronze geprägt.[48]

An der Herstellung dieser Medaillen war von Kawaczynski im Wesentlichen beteiligt.

## Tod im Charlottenburger „Cecilienhaus“
Er starb mit 51 Jahren im Cecilienhaus – eine Wohlfahrtseinrichtung mit dem Sanatorium Cecilienhaus.
Auf eine von ihm gefertigte Medaille zum Ablassjahr 1900 hatte der Künstler um die Christusfigur im Porträt den biblischen Ruf aufgenommen: LERNET VON MIR, DENN ICH BIN SANFTMÜTIG U. DEMÜTHIG VON HERZEN – im Einklang mit seinem bisherigen Lebensweg – und auf der Rückseite den Familiennamen KAWACZYNSKI.
In der Sterbeanzeige für das Charlottenburger Standesamt wurde vermerkt, dass Max von Kawaczynski „Künstler“ und „evangelischer Religion“ war wie auch seine Wohnung in der damaligen Belle-Alliance-Straße. In einem Nachruf des Vereins für die Geschichte Berlins wurde erwähnt, dass „viele vortreffliche von ihm entworfene und ausgeführte Porträt-Medaillen“ den Vereinsmitgliedern gehörten.
Die Beisetzung des Berliner Medailleurs fand am 2. November 1912 auf dem Friedhof Zum Heiligen Heilig-Kreuz-Kirchhof neben dem Grab seiner am 4. Oktober 1908 verstorbenen Ehefrau statt. Beide Grabstätten sind nicht mehr existent. Es besteht jedoch „eine ungefähre Vorstellung, wo sie beide lagen“. Er hinterließ die beiden minderjährigen Töchter Erna († 1917, 22 Jahre alt, in Berlin) und Margarethe (* 1896 in Berlin). Die Jüngere erlernte den Beruf einer Krankenschwester und arbeitete bzw. lebte von den 1920er Jahren bis in die 1960er Jahre hinein in Lübeck.
Das British Museum in London besitzt seit 1995 eine von Max von Kawaczynski entworfene Medaille, die vom Herzog von Gloucester dem Museum gestiftet wurde.